# Plyn

Schéma kinetické teorie plynů

Plyn neboli plynná látka je jedno ze skupenství látek, při kterém jsou částice relativně daleko od sebe, pohybují se v celém objemu a prakticky na sebe nepůsobí přitažlivou silou. V chemických rovnicích se plyn podle potřeby označuje písmenem g (gas).
Kinetická energie částic je mnohem větší než potenciální energie, která odpovídá přitažlivým silám. V důsledku toho se částice po vzájemné srážce rychle vymaní z dosahu přitažlivých sil a v objemu látky se pohybují téměř volně.
Vzájemné vazby mezi částicemi lze tedy téměř zanedbat. U řídkých plynů (např. ve vysokých vrstvách atmosféry) je možné jednotlivé částice považovat za volné.

## Vlastnosti plynů
- plynná tělesa nemají svůj tvar, ale jejich tvar odpovídá tvaru nádoby
- plynná tělesa nemají vlastní objem, ale vyplňují vždy celý objem nádoby
- plynná tělesa nemají volný povrch (hladinu)
- plyny jsou stlačitelné
- plyny vedou elektrický proud jen za určitých speciálních podmínek
- teplo se v plynech může šířit prouděním
- celkový tlak plynu ve směsi vzájemně chemicky neinteragujících plynů je dán Daltonovým zákonem

Výše zmíněná pravidla platí, pokud zanedbáme gravitaci (což pro pokusy v malém měřítku lze).
Plyn může být také držen pohromadě gravitací, a tvořit tak atmosféru planety nebo planetu samou.

### Objem plynu
Objem jednoho molu plynu za normálních podmínek (0 °C, 101 325 Pa) je 0,022414 m3, tedy 22,414 litru. Nezáleží přitom na složení tohoto plynu: stejný objem tedy zaujímá 1 mol plynného vodíku H2 (vážící 2,015 g) stejně jako 1 mol chloru Cl2 (vážící 70,906 g).
V tomto objemu je obsaženo 6,022×1023 částic (atomů nebo molekul) látky – tzv. Avogadrova konstanta. Za podmínek podle IUPAC (0 °C, 100 000 Pa) je objem 1 molu přibližně 22,71 litru.

## Ideální  a reálný plyn
Pro zjednodušené zkoumání vlastností plynů se zavádí pojem ideální (dokonalý) plyn, což je dokonale stlačitelný plyn bez vnitřního tření.
Skutečný (reálný) plyn má na rozdíl od ideálního plynu také viskozitu (neboli vnitřní tření) a nedá se dokonale stlačit.
Při zkoumání plynu jakožto souboru velkého množství částic se využívá kinetická teorie látek. Její aplikací získáme kinetickou teorii plynů.

## Mezihvězdný nebo vesmírný plyn
Plyn ve vesmírném prostoru se obvykle označuje jako mezihvězdné mračno nebo mezihvězdný oblak. Je složen prakticky jen z vodíku; podle  způsobu vzniku však může obsahovat i malé množství hélia nebo jiných látek. 
U plynu nacházejícího se mimo gravitaci galaxií se používá pojem mezigalaktické mračno.
Mezihvězdné mračno, které je viditelné ze Země a má určitý tvar, se i z historických důvodů označuje jako mlhovina.
Je-li v mezihvězdném mračnu obsažen i prach, označuje se jako pracho-plynné mračno. Pokud tento plyn rotuje kolem vznikající hvězdy, se nazývá pracho-plynný disk nebo protoplanetární disk.

## Mez výbušnosti

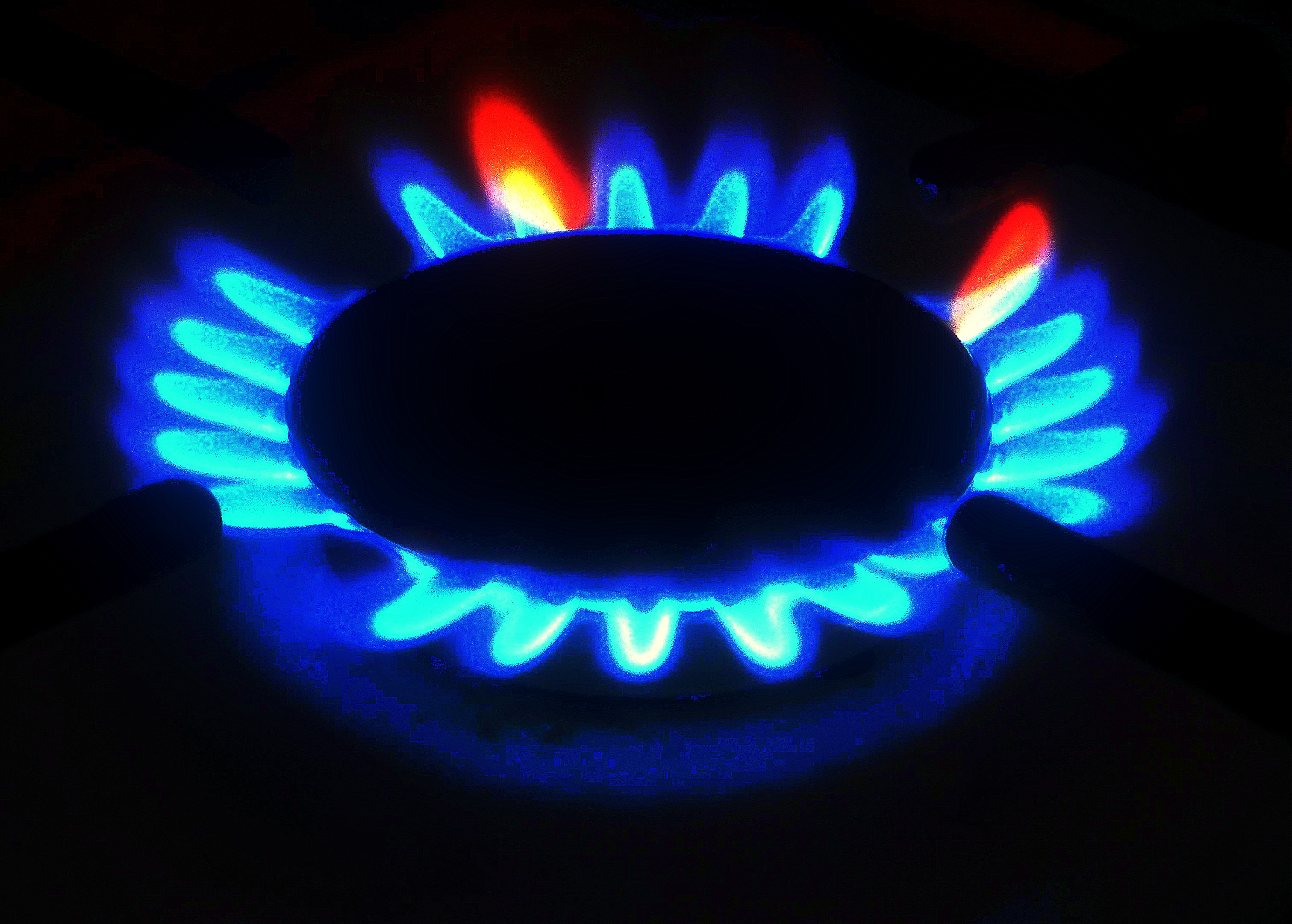
Spalování plynů – zde zemní plyn

Spodní mez výbušnosti je nejnižší koncentrace hořlavého plynu ve směsi se vzduchem, ve které se už vyskytuje dostatek kyslíku na to, aby byla směs schopná po dodání iniciační energie (např. jiskrou, plamenem, tlakem) hořet, resp. deflagrovat či detonovat.
Horní mez výbušnosti je nejvyšší koncentrace hořlavého plynu ve směsi se vzduchem, ve které se ještě vyskytuje dostatek kyslíku na to, aby byla směs schopná po dodání iniciační energie hořet, resp. deflagrovat či detonovat.
Například u zemního plynu je spodní mez výbušnosti 4,3 % a horní 15 %.
Nejlepší koncentrace pro výbuch je tedy mezi těmito hodnotami.